# Pons (Charente-Maritime)
Pons ist eine westfranzösische Gemeinde an der Seugne im Département Charente-Maritime, Region Poitou-Charentes. Die 4308 Einwohner (Stand 1. Januar 2022) der Stadt werden les Pontois genannt.

## Lage
Pons liegt etwa 21 Kilometer (Fahrtstrecke) südlich von Saintes im Süden der alten Kulturlandschaft der Saintonge. Nordöstlich in einer Entfernung von etwa 25 Kilometern liegt die Stadt Cognac. Im Umkreis von nur etwa zehn Kilometern finden sich mehrere Ortschaften mit eindrucksvollen romanischen Kirchen (Chadenac, Pérignac, Biron, Avy, Échebrune u. a.). Östlich des mittelalterlichen Ortskerns fließt die Seugne mitten durch die heutige Stadt.

## Bevölkerungsentwicklung
| Jahr      | 1968 | 1975 | 1982 | 1990 | 1999 | 2007 | 2016 |
| Einwohner | 4824 | 4878 | 4861 | 4412 | 4433 | 4442 | 4152 |

Die Einwohnerzahl der Kleinstadt ist seit der Mitte des 19. Jahrhunderts in etwa stabil geblieben.

## Wirtschaft
Bereits im Mittelalter bildete Pons ein wichtiges Handels- und Handwerkszentrum für die umliegenden Dörfer; zweimal wöchentlich (mittwochs und samstags) war Markttag und mehrmals jährlich fanden überregionale Wirtschaftsmessen statt. Darüber hinaus kamen durch die Lage am Pilgerweg nach Santiago de Compostela (Via Turonensis) Geld und neues Gedankengut in die Stadt. Heute gehören die Böden um Pons zu den Fins Bois bzw. der Petite Champagne der Weinbauregion Cognac; es existieren zwei größere Destillerien, die die in der Umgebung erzeugten Weißweine zu klarem Eau de vie, dem Ausgangsstoff der Cognac-Herstellung, brennen. In den Außengebieten der Stadt wurden drei Gewerbegebiete (zones industrielles) ausgewiesen; neben kleineren und mittelständischen Handwerksbetrieben hat sich auch ein Confiserie- und Patisserie-Unternehmen (SEDIS) hier angesiedelt, das mehrere hundert Arbeitnehmer beschäftigt. Andere Einwohner sind für die Stadt- bzw. Kantons-Verwaltung tätig.

## Geschichte
Zufallsfunde und Ausgrabungen in der näheren Umgebung haben ergeben, dass die Ursprünge von Pons weiter zurückreichen als die römischen Gründungen von Saintes, Saint-Jean-d’Angély, Saujon etc.; Pons ist somit eine keltische, d. h. santonische Gründung (oppidum) des 1. Jahrtausends v. Chr. Der Name der Stadt ist wahrscheinlich abzuleiten von einer Furt (später Brücke) über die Seugne. In den Jahren 58 bis 52 v. Chr. wurde die Region von den Truppen Cäsars erobert und mit einem Heerlager (castrum) versehen. In der Spätantike zogen Vandalen und Westgoten durch das Gebiet und richteten Verwüstungen an.

Ausgrabung der Nekropole von Font-Barbot
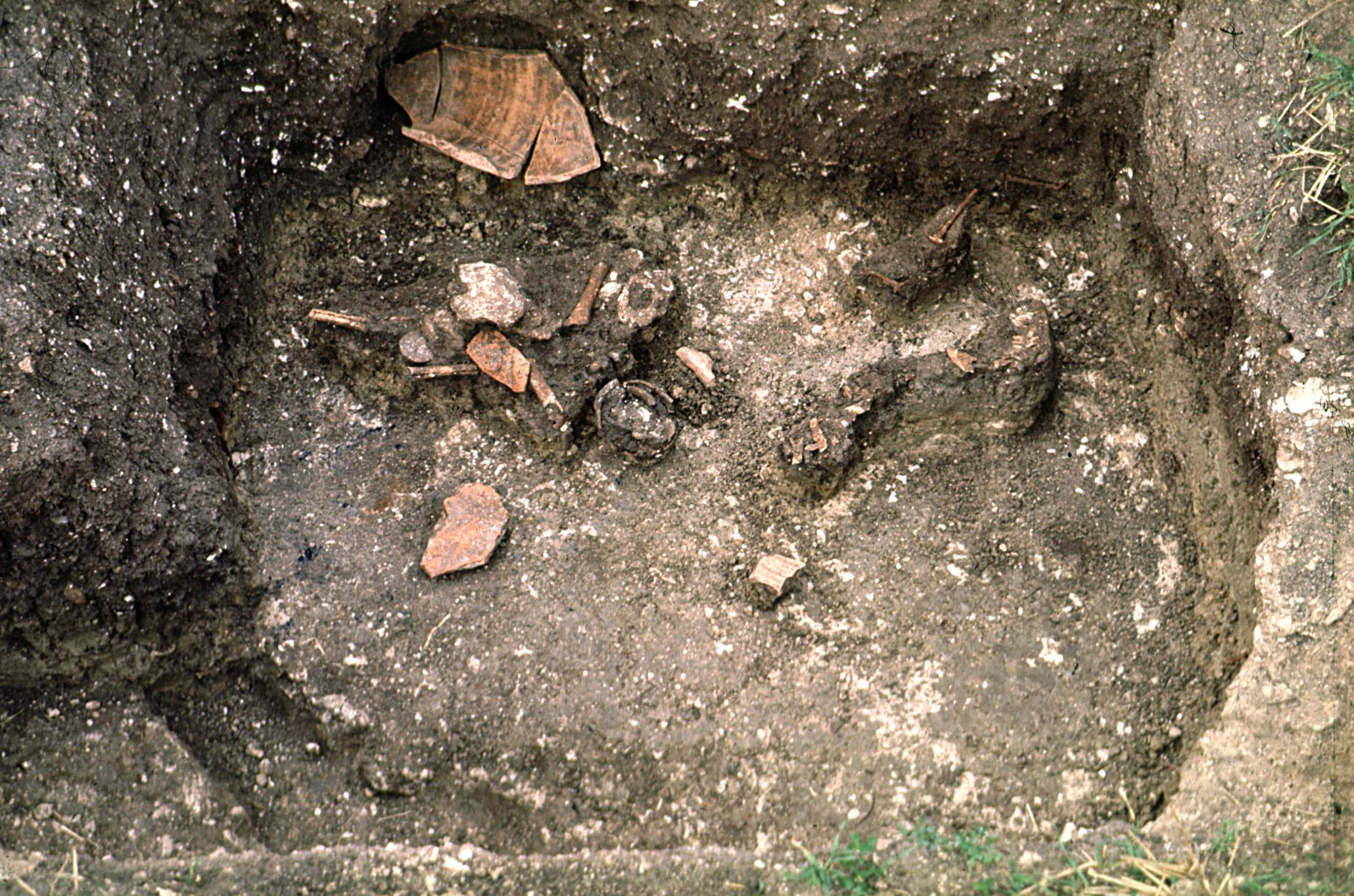
Zerbrochene Urne und Grabbeigaben
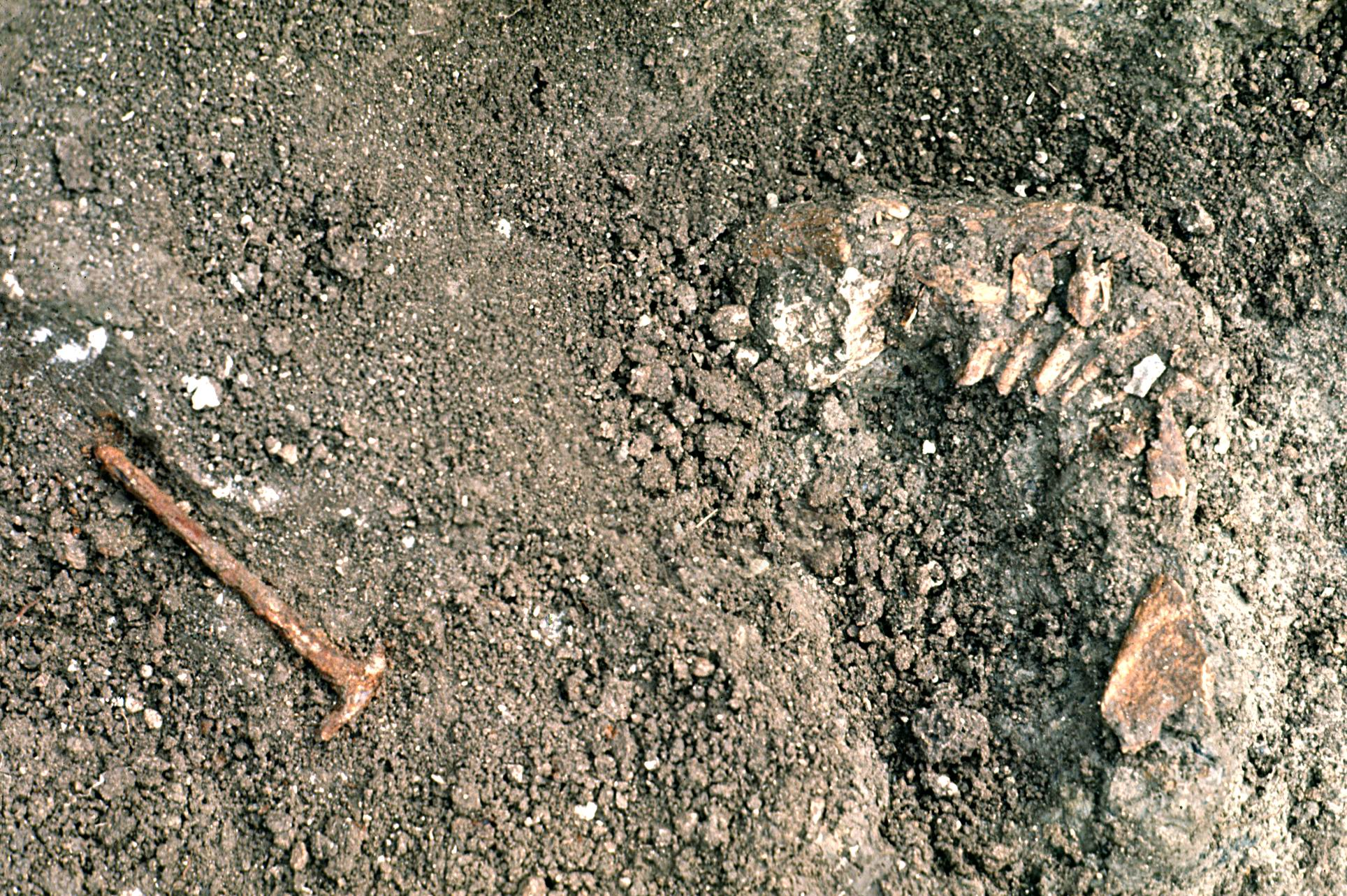
Detailaufnahme

Im frühen Mittelalter erfolgte die Christianisierung der Bevölkerung; Jahrhunderte später begann der Bau von größeren Steinbauten (Kirchen, Burgen) – der Donjon von Pons aus dem 12. Jahrhundert ist eins der eindrucksvollsten Zeugnisse dieser Zeit. Durch die Überlassung großer Gebiete im Südwesten Frankreichs durch Isabelle Taillefer an ihren Sohn Heinrich III. aus ihrer ersten Ehe mit dem englischen König Johann Ohneland wurde die Region in eine kriegerische Auseinandersetzung zwischen den verbündeten Truppen König Ludwigs IX. bzw. Alfons von Poitiers auf der einen Seite und den Engländern auf der anderen Seite hineingezogen. In der Schlacht bei Taillebourg wurden die Engländer am 21. Juli 1242 geschlagen und nach Saintes zurückgedrängt, wo sie einen Tag später erneut besiegt wurden. In der Zeit des Hundertjährigen Krieges (1337–1453) flammten die alten Territorialkonflikte zwischen beiden Ländern wieder auf; Pons wechselte mehrfach den Besitzer.
In der Zeit der Hugenottenkriege (1562–1598) stellte sich Pons auf die Seite der Protestanten, bis es im Jahre 1621 von den Truppen Ludwigs XIII. eingenommen wurde. Mit der Aufhebung des von Heinrich IV. im Jahre 1598 erlassenen Edikts von Nantes durch Ludwig XIV. im Jahre 1685 verließen Ende des 17. Jahrhunderts die meisten Protestanten das Land. Über Gewaltakte und/oder Zerstörungen während der Französischen Revolution ist nichts bekannt.

## Sehenswürdigkeiten
Siehe auch: Liste der Monuments historiques in Pons (Charente-Maritime)

### Kirche Saint-Martin
- Das Schloss Pons wurde 1621 nach dem verheerenden Durchmarsch der Armee Ludwigs XIII. erbaut. Es war im Besitz von César-Phoebus d’Albret, Graf von Miossens, Marschall von Frankreich am Hofe Ludwigs XIV. Heute ist im Schloss die Stadtverwaltung untergebracht.
- Stadttor „Porte Saint-Gilles“
- Das 1536 bis 1548 im 10 Kilometer entfernten Usson erbaute Château d’Usson sollte im 19. Jahrhundert abgerissen werden und wurde von William Augereau, dem Erfinder eines nach ihm benannten mechanischen Notbremsensystems für die Eisenbahn, gerettet, der es Stein für Stein abtragen und auf seinem Besitz bei Pons wiedererrichten ließ. Es wird heute touristisch als „Château des Énigmes“ (deutsch: „Schloss der Rätsel“) genutzt.

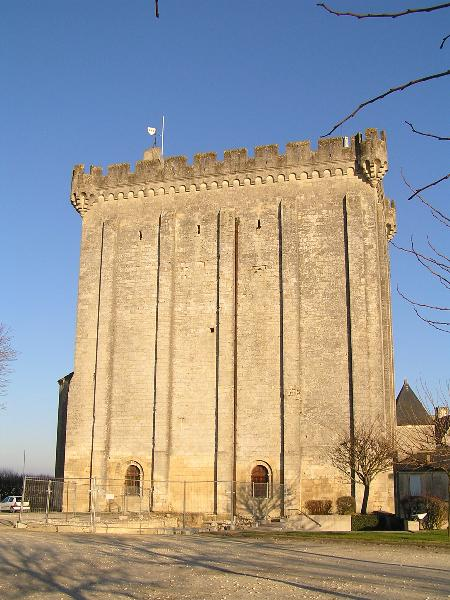
Donjon von Pons
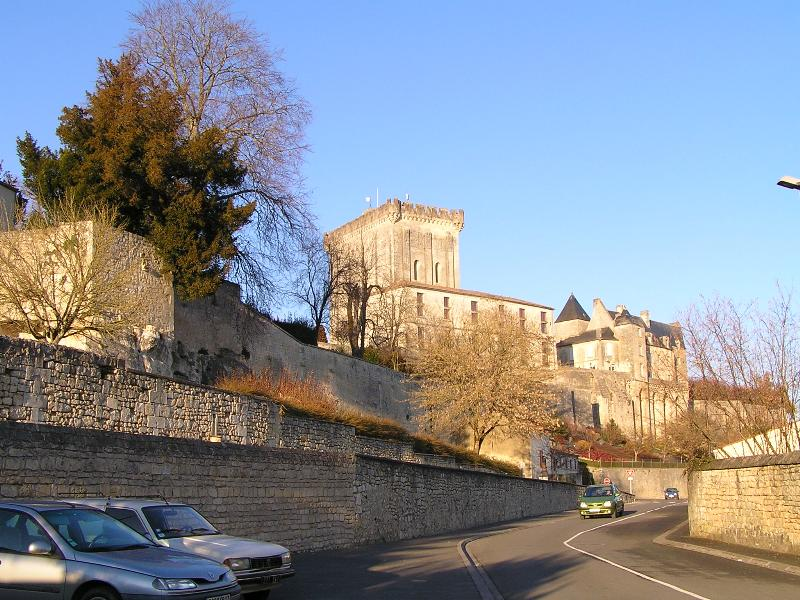
Blick auf Donjon und Schloss
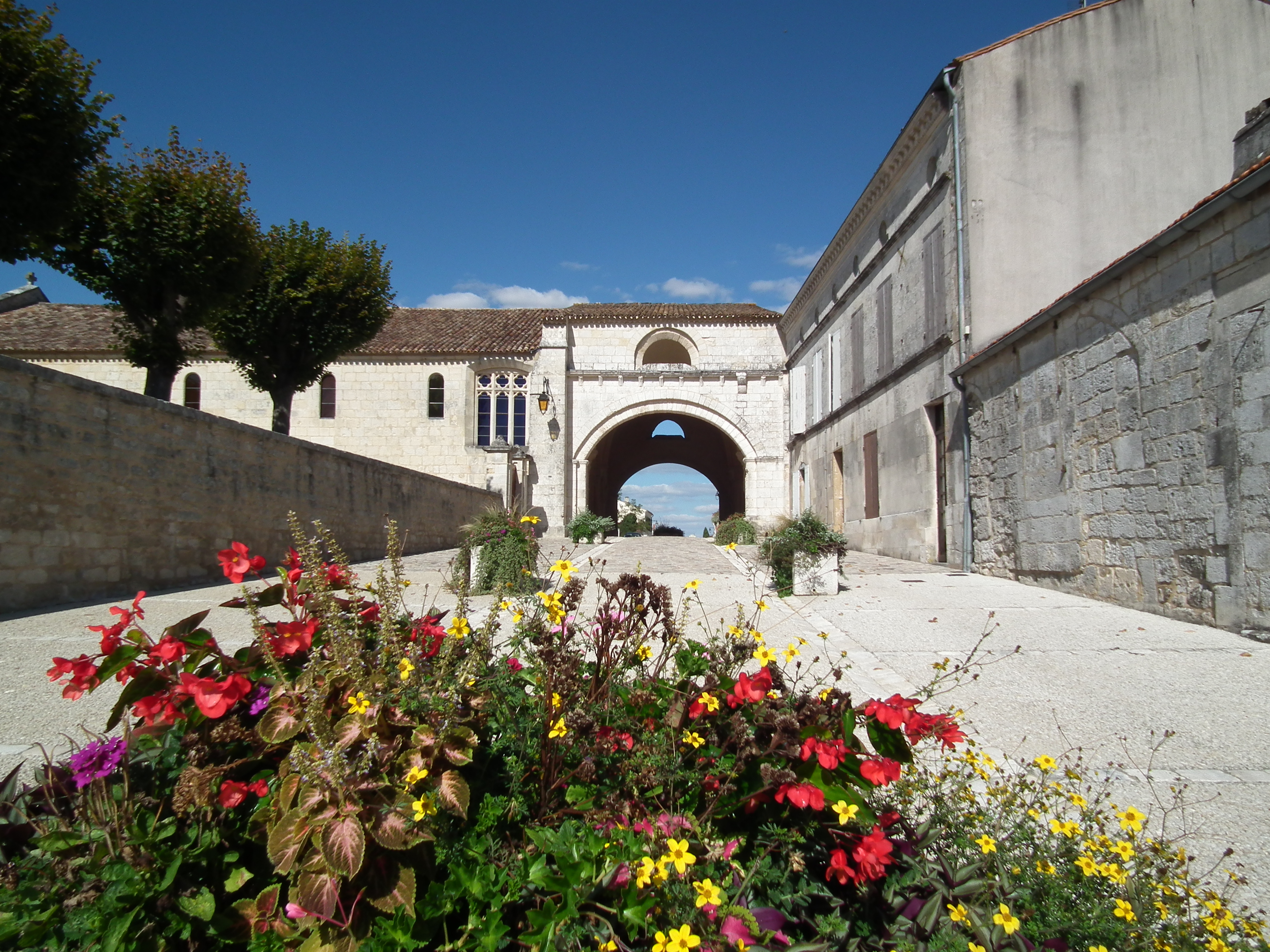
Pilgerhospiz
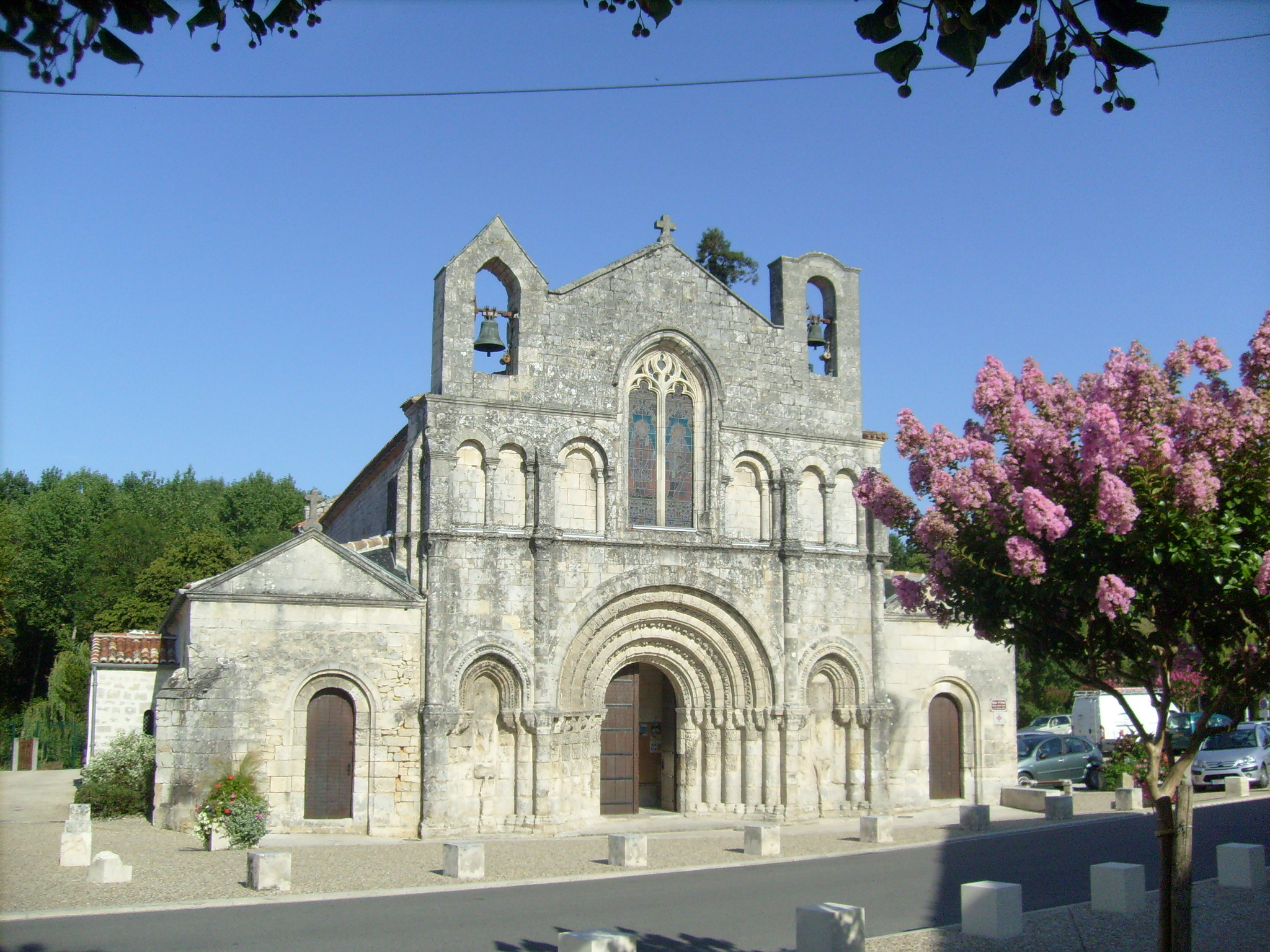
Église Saint-Vivien
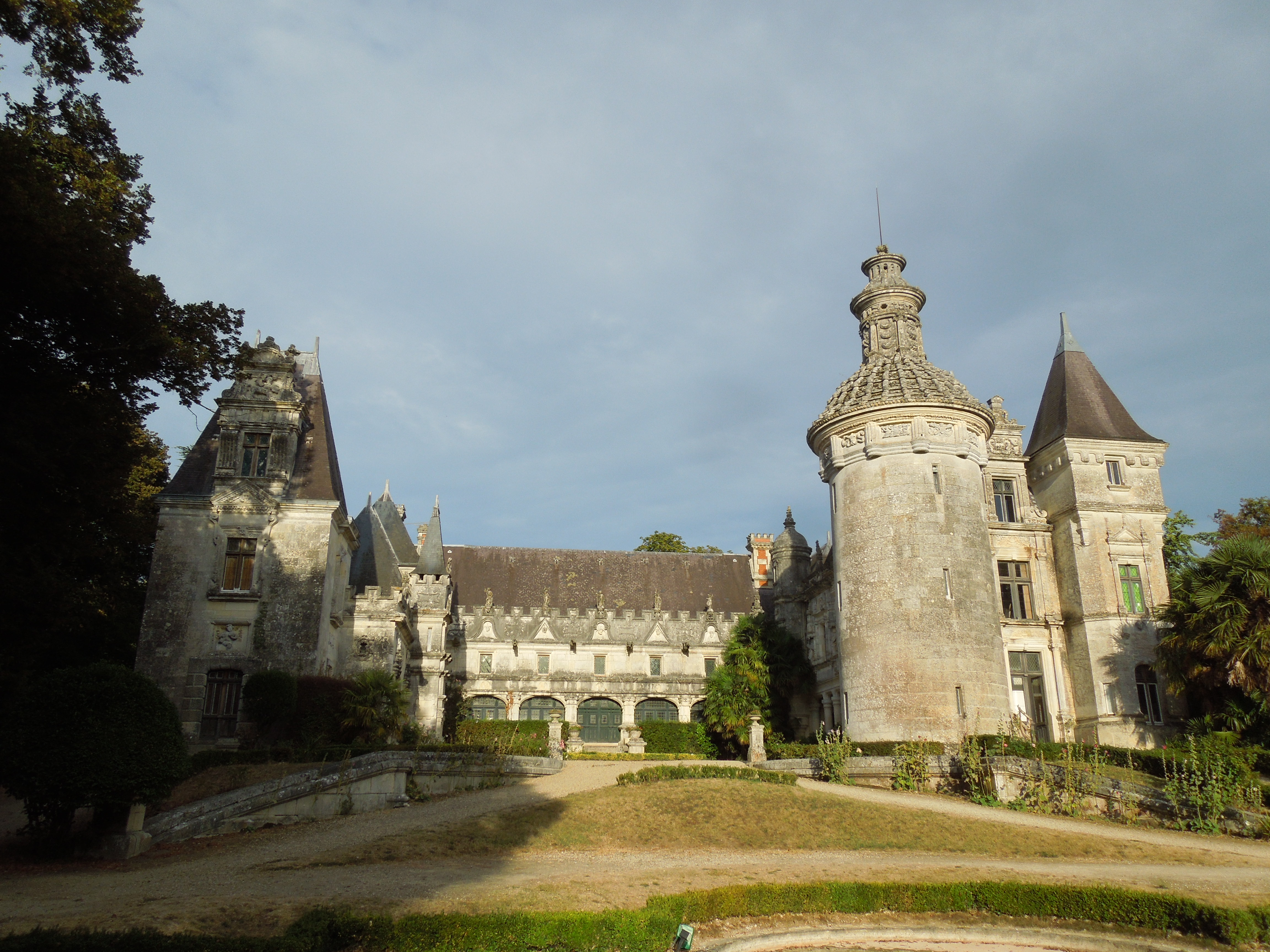
Château d’Usson / Château des Énigmes

## Persönlichkeiten
- Théodore Agrippa d’Aubigné (1552–1630), Militärführer, Staatsmann und Gelehrter, wurde auf dem Schloss Saint-Maury bei Pons geboren.
- Émile Combes (1835–1921), französischer Politiker, war 43 Jahre lang Bürgermeister von Pons (1876–1919) und verstarb auch hier.